# Testa (protista)

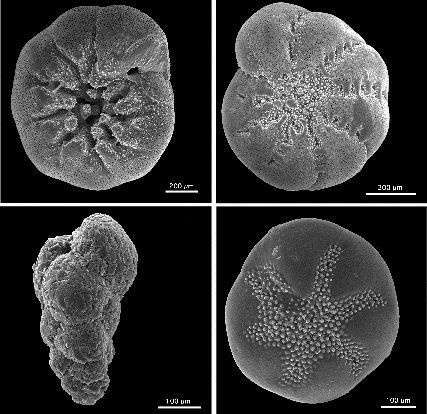
Concha interna de un foraminífero.

Testa es la concha interna que presentan algunos protistas, por ejemplo, Foraminifera, Radiolaria y algunas amebas. En los foraminíferos se suele denominar concha o conchilla y en los radiolarios esqueleto. Puede ser de naturaleza orgánica o mineral y construida por segregación o por agregación de partículas. Se encuentran a menudo como fósiles. Si la concha es externa, la denominación correcta es teca.